# Trittico dell'Annunciazione (Rogier van der Weyden)
Il Trittico dell'Annunciazione è un'opera di Rogier van der Weyden, olio su tavola (pannello centrale 87×91 cm, scomparti laterali 89x36,5 cm), databile al 1434 circa. È composto da un pannello centrale con l'Annunciazione, al Museo del Louvre, e da due scomparti laterali con Committente inginocchiato e Visitazione alla Galleria Sabauda di Torino, a seguito delle spoliazioni napoleoniche del regno di Sardegna.

## Descrizione e stile
Si tratta di un'opera giovanile del grande maestro fiammingo, dove si nota già una rielaborazione degli stimoli ricevuti da Robert Campin e Jan van Eyck.
Soprattutto il pannello centrale mostra un'equilibrata composizione ambientata in un interno domestico borghese, con l'Angelo, riccamente abbigliato, che sorprende la Vergine intenta a leggere un libro (simbolo delle Sacre Scritture che si avverano). Le figure si ergono monumentali e ben collocate nello spazio, le linee hanno un andamento sinuoso, derivato da Campin. L'Arcangelo sembra fluttuare sul pavimento, quasi a simboleggiare la sua natura divina. Si nota una ricerca nella gestualità per apparire più naturale e spontanea possibile.
Grazie alla tecnica delle velature a olio, van der Weyden poté usare una luce limpida e brillante, che svela dettagli con estrema precisione, quali ad esempio il lustro degli oggetti metallici come il lampadario, la brocca col bacile, il medaglione appeso sul letto. I dettagli comunque sono disposti in modo da non interferire con la scena principale. La linea dell'orizzonte, come tipico nelle opere della pittura fiamminga, è rialzata e crea un effetto di sensazione avvolgente nello spettatore, come se fosse risucchiato nella scena.
I pannelli laterali hanno caratteristiche simili, ma sono ambientati in un luminoso paesaggio, dove gli elementi più lontani sfumano per via della foschia, secondo le regole della prospettiva aerea.
Si presume che la pala si trovasse a Chieri nella chiesa di San Domenico, nella cappella della famiglia Villa, committente dell'opera.